# Kim Or Azulay
Kim Or Azulay (Rishon LeZion, 27 settembre 2002) è un'attrice e conduttrice televisiva israeliana.
È conosciuta per i suoi ruoli nelle serie televisive Spyders (2020-2023), Manayek (2024) e HaSipur Shelanu (2022).

## Biografia
Kim Or Azulay è nata a Rishon LeZion, in Israele. Fin da giovane ha mostrato un interesse per il mondo dello spettacolo, iniziando la sua carriera come modella e conduttrice televisiva. È nota per la sua interpretazione di Nikki Fischer nella serie Spyders (2020-2023) e Shira Harel in Manayek (2024). Ha proseguito la sua carriera con ruoli importanti in altre serie televisive.

## Filmografia
- Spin (2024) - Ruolo: Emily (20 episodi)
- Manayek (2024) - Ruolo: Shira Harel (10 episodi)
- Spyders (2020-2023) - Ruolo: Nikki Fischer (80 episodi)
- Full Speed (2023) - Ruolo: Noa Segev (22 episodi)
- Running on Sand (2023) - Ruolo: Neta
- The Beauty Queen of Jerusalem (2023) - Ruolo: Aamalia (16 episodi)
- HaSipur Shelanu (2022) - Ruolo: Kim
- Menagen VeShar (2021) - Ruolo: Hodaya Haddad (9 episodi)
- Mekif Milano (2021) - Ruolo: Ziv Kats (7 episodi)
- Kfula (2020) - Ruolo: Tuti (2 episodi)
- Kacha Ze (2018-2020) - Ruolo: Gili (5 episodi)
- Beitzefer (2019) - Ruolo: Dana (25 episodi)
- Eilat (2018) - Ruolo: Noa (2 episodi)
- She Has It (2018) - Ruolo: Kim Biton (5 episodi)